# Mikaël Mitraille
Mikaël Mitraille là một cầu thủ bóng đá người Mauritius.

## Sự nghiệp
Là một tiền đạo, Mitraille hiện tại thi đấu cấp câu lạc bộ cho Curepipe Starlight SC ở Giải bóng đá ngoại hạng Mauritius. Anh cũng là một thành viên của Đội tuyển bóng đá quốc gia Mauritius.
Ngoài ra, Mitraille cũng nằm trong đội tuyển quốc gia Mauritius trong Trò chơi điện tử Giải vô địch bóng đá thế giới 2010 chính thức.